# 托爾金樹

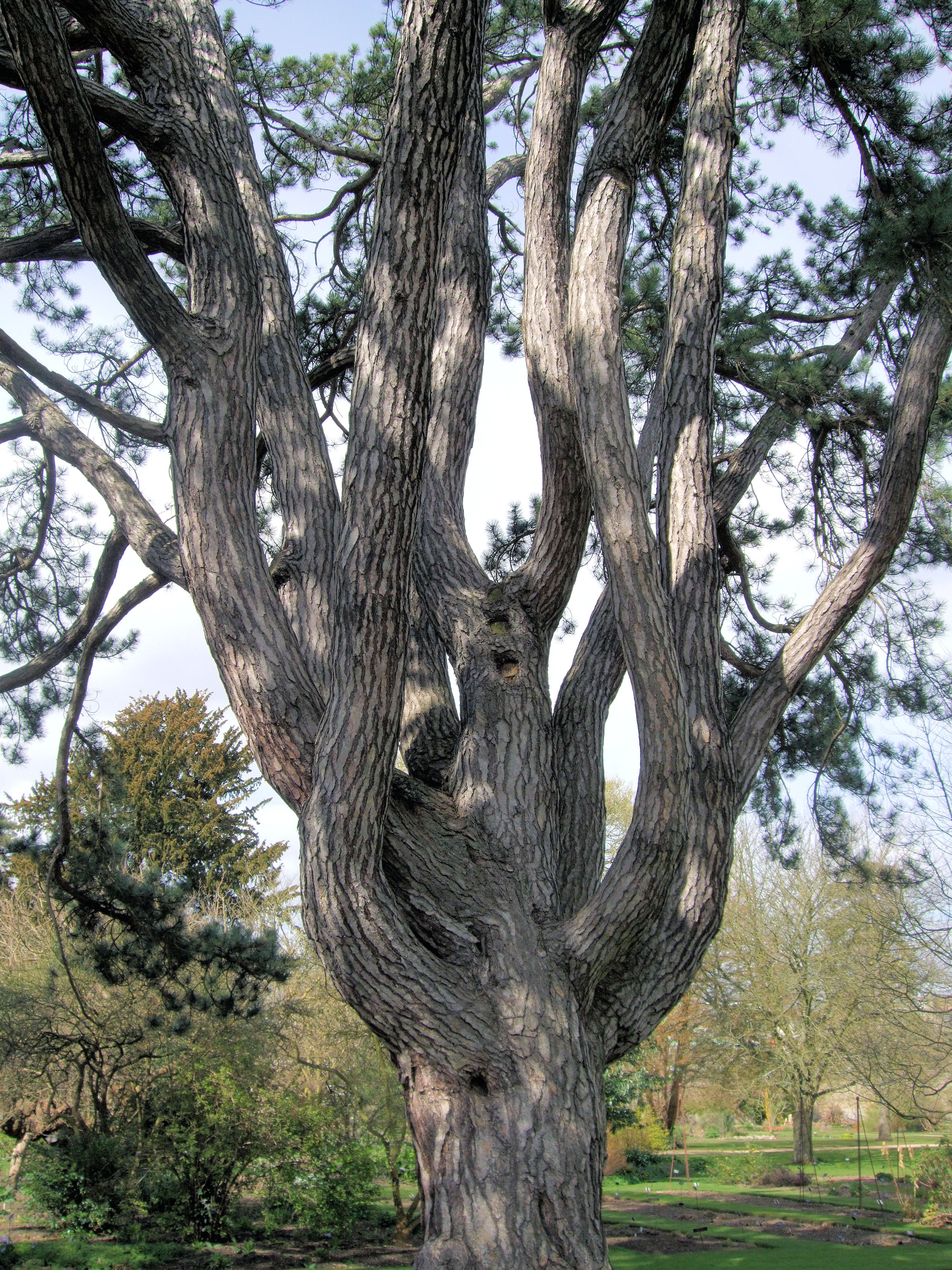
托爾金樹被砍伐之前的樣子。

托爾金樹（英語：Tolkien's tree）是英國牛津大學植物園內的一棵百年老樹，這棵古老的黑松樹於1799年被種下，已有兩百多年的樹齡。在20世紀時，由於英國知名語言學家、作家J·R·R·托爾金於牛津大學任教期間非常喜愛這棵樹的緣故，而使該樹在後來被廣泛稱為「托爾金樹」；這棵樹也多被認為是托爾金創作《魔戒》小說的靈感來源之一。托爾金本人將這棵樹命名為「拉奧孔」（Laocoon）。
2014年8月，托爾金樹遭到砍除。

## 歷史
托爾金樹被認為是1799年由植物學家約翰·西爾托普所收集的種子種下的。
1925年至1959年間，托爾金於牛津大學彭布羅克學院和默頓學院擔任語言學教授，當時的他非常熱愛這棵樹，時常坐在該樹下或與之合影，甚至托爾金生前的最後一張照片就是跟這棵樹合影的。後來托爾金樹被認為是《魔戒》小說裡奇幻生物「樹人」的靈感來源，具有紀念價值，一直以來許多《魔戒》小說讀者都會去牛津參觀托爾金樹。

## 被砍除
2014年7月26日，已有215年樹齡的托爾金樹的兩根樹枝墜落，砸毀了一面牆，植物園園長艾莉森·佛斯特判斷可能是天氣乾燥的緣故導致樹枝倒塌。雖然該起事件並無造成人員傷亡，但牛津大學與牛津市議會作出決定要將托爾金樹砍除，這個決定引起了世界各地《魔戒》小說讀者的激烈抗議，甚至有人還聲稱植物園一方是「薩魯曼」（《魔戒》裡破壞森林的巫師）。然而托爾金樹還是在同年8月份被砍除。

## 外部連結
- A giant falls: Tolkien’s tree（英文）
- 牛津大學植物園網站上的相關資料（英文）
- 托爾金樹 （页面存档备份，存于）在Tolkien Gateway上的條目（英文）